# Joe Hunt
Joseph "Joe" Raphael Hunt, född 17 februari 1919, San Francisco, Kalifornien, död 2 februari 1945, var en amerikansk högerhänt tennisspelare.
Joe Hunt upptogs 1966 i International Tennis Hall of Fame.

## Tenniskarriären
Joe Hunt rankades första gången 1936 bland USA:s 10 bästa tennisspelare vid 17 års ålder och 1943 rankades han som nummer ett. Han vann juniortiteln i singel i Amerikanska mästerskapen 1934 och 1937. Han fick sin tenniskarriär kraftigt kringskuren på grund av det pågående andra världskriget, vilket omöjliggjorde spel utanför USA.
Spelsäsongerna 1937 och 1938 nådde Hunt kvartsfinalen i Amerikanska mästerskapen. De två följande säsongerna, 1939 och 1940, nådde han semifinal i samma turnering. Han förlorade båda gångerna mot landsmannen Bobby Riggs. År 1941 vann han singeltiteln i Intercollegiate Championships.
Sin förnämsta singeltitel vann Hunt 1943 i Amerikanska mästerskapen . Han mötte i finalen landsmannen Jack Kramer. Matchen blev mycket jämn, utom i det fjärde och sista setet, som Hunt ledde med 5-0. I det följande gamet nådde Hunt matchboll. När den som skulle visa sig vara den avgörande bollen spelades, drabbades Hunt av kramp i benen och sjönk ihop på gräset, oförmögen att resa sig. Emellertid slog Kramer i samma ögonblick en för lång retur vilket innebar seger för Hunt (6-3, 6-8, 10-8, 6-0). Hade Kramers boll hamnat innanför linjen är det osäkert om Hunt hade kunnat fortsätta att spela.
Joe Hunt deltog i det amerikanska Davis Cup-laget 1939. Han spelade en match i dubbel tillsammans med Kramer i mötet i Challenge Round mot Australiens John Bromwich/Adrian Quist. Amerikanerna förlorade matchen med 7-5 2-6 5-7 2-6, och Australien vann Cup-titeln med 3-2 i matcher.

## Spelaren och personen
Joe Hunt var en mångbegåvad idrottsman och spelade förutom tennis också amerikansk fotboll. Han växte upp i en välbärgad familj där flera av familjemedlemmarna spelade tennis. Hans far, Reuben, var elitspelare under 1900-talets första årtionde. Joe's äldre syster Marianne och hans bror Charles var båda rankade tennisspelare. Joe var gift med Jacque Virgil som 1943 också deltog i Amerikanska mästerskapen.
Pancho Segura har beskrivit Joe Hunt som en kraftfull spelare med bra serve och volley. "Alla trodde han skulle bli verkligt stor som tennisspelare efter kriget".
Under andra världskriget tjänstgjorde Hunt som flygofficer. Fjorton dagar före sin 26-årsdag, den 2 februari 1944, flög Hunt en Grumman Hellcat. Flygplanet havererade i havet, det är oklart vad som orsakade olyckan i vilken Hunt omkom.

## Grand Slam-titlar
- Amerikanska mästerskapen
  - Singel - 1943